# Domart-sur-la-Luce
Domart-sur-la-Luce település Franciaországban, Somme megyében. Lakosainak száma 404 fő (2022. január 1.). Domart-sur-la-Luce Cachy, Berteaucourt-lès-Thennes, Démuin, Gentelles, Hangard, Thennes és Villers-aux-Érables községekkel határos.

## Népesség
A település népességének változása:
| Lakosok száma | 439  | 437  | 419  | 410  | 409  | 407  | 404  | 404  |
|               | 2013 | 2015 | 2017 | 2018 | 2019 | 2020 | 2021 | 2022 |